# Мирний (Сосновський район)
Мирний (рос. Мирный) — селище у Сосновському районі Челябінської області Російської Федерації.
Входить до складу муніципального утворення Мирненське сільське поселення. Населення становить 2084 особи (2010).

## Історія
Від січня 1924 року належить до Сосновського району Челябінської області (спочатку Челябінського району).
Згідно із законом від 9 липня 2004 року органом місцевого самоврядування є Мирненське сільське поселення.

## Населення
| 2002 | 2010  |
| ---- | ----- |
| 2175 | ↘2084 |